# Partícula subatômica

Um próton de partícula composta é feito de dois quarks up e um quark down, que são partículas elementares.

Na física, uma partícula subatômica é uma partícula menor que um átomo. De acordo com o Modelo Padrão da física de partículas, uma partícula subatômica pode ser uma partícula composta, que é composta de outras partículas (por exemplo, um próton, nêutron ou méson), ou uma partícula elementar, que não é composta de outras partículas (por exemplo, um elétron, fóton ou múon). Física de partículas e física nuclear estuda essas partículas e como elas interagem.
Experimentos mostram que a luz pode se comportar como um fluxo de partículas (chamadas fótons), além de exibir propriedades semelhantes a ondas. Isso levou ao conceito de dualidade onda-partícula para refletir que as partículas em escala quântica se comportam como partículas e ondas; às vezes são chamados de ondulação para refletir isso.
Outro conceito, o princípio da incerteza, afirma que algumas de suas propriedades tomadas em conjunto, como sua posição e momento simultâneos, não podem ser medidas com exatidão. Foi demonstrado que a dualidade onda-partícula se aplica não apenas a fótons, mas também a partículas mais massivas.
As interações de partículas na estrutura da teoria quântica de campos são entendidas como criação e aniquilação de quanta de interações fundamentais correspondentes. Isso combina a física de partículas com a teoria de campo.
Mesmo entre os físicos de partículas, a definição exata de uma partícula tem diversas descrições. Essas tentativas profissionais na definição de uma partícula incluem:
- Uma partícula é uma função de onda colapsada
- Uma partícula é uma excitação quântica de um campo
- Uma partícula é uma representação irredutível do grupo de Poincaré
- Uma partícula é uma coisa observada

## História
O termo ““partícula“ subatômica” é em grande parte um retrónimo da década de 60, usado para distinguir um grande número de bárions e mésons (que compreendem hádrons) de partículas que agora são consideradas verdadeiramente elementares. Antes disso, os hádrons eram geralmente classificados como “elementares” porque sua composição era desconhecida.[carece de fontes?]
Segue uma lista de descobertas importantes:
| Partícula            | Composição | Teorizado                                               | Descoberto                                                                | Comentários |
| -------------------- | ---------- | ------------------------------------------------------- | ------------------------------------------------------------------------- | --- |
| elétron              | elementar  | G. Johnstone Stoney (1874)                              | J. J. Thomson (1897)                                                      | Unidade mínima de carga elétrica, para a qual Stoney sugeriu o nome em 1891. Primeira partícula subatômica a ser identificada.                |
| partícula alfa       | composto   | Nunca                                                   | Ernest Rutherford (1899)                                                  | Provado por Rutherford e Thomas Royds em 1907 como núcleos de hélio. Rutherford ganhou o Prêmio Nobel de Química em 1908 por essa descoberta. |
| fóton                | elementar  | Max Planck (1900)                                       | Albert Einstein (1905)                                                    | Necessário para resolver o problema termodinâmico de radiação de corpo negro.                                                                 |
| próton               | composto   | William Prout (1815)                                    | Ernest Rutherford (1919, batizado 1920)                                   | O núcleo do 1H |
| nêutron              | composto   | Ernest Rutherford (c.1920)                              | James Chadwick (1932)                                                     | O segundo nucleon. |
| antipartículas       |            | Paul Dirac (1928)                                       | Carl D. Anderson (e+, 1932)                                               | Explicação revisada usa teorema CPT. |
| píons                | composto   | Hideki Yukawa (1935)                                    | César Lattes, Giuseppe Occhialini, Cecil Powell (1947)                    | Explica a força nuclear entre núcleons. O primeiro méson (por definição moderna) a ser descoberto.                                            |
| múon                 | elementar  | Nunca                                                   | Carl D. Anderson (1936)                                                   | Chamado de "méson" no começo; mas hoje em dia é classificado como um lépton.                                                                  |
| káons                | composto   | Nunca                                                   | G. D. Rochester, C. C. Butler (1947)                                      | Descoberto em raio cósmicos. A primeira partícula estranha.                                                                                   |
| bárion lambda        | composto   | Nunca                                                   | Universidade de Melbourne (Λ0, 1950)                                      | O primeiro híperon descoberto. |
| neutrino             | elementar  | Wolfgang Pauli (1930), batizado por Enrico Fermi        | Clyde Cowan, Frederick Reines (ν, 1956)                                   | Resolveu o problema do espectro de energia do decaimento beta.                                                                                |
| quarks (u, d, s)     | elementar  | Murray Gell-Mann, George Zweig (1964)                   | Nenhum evento de confirmação específico para o modelo de quark.           | Nenhum evento de confirmação específico para o modelo de quark.                                                                               |
| quark charm          | elementar  | Sheldon Glashow, John Iliopoulos, Luciano Maiani (1970) | B. Richter, S. C. C. Ting (J/ψ, 1974)                                     | |
| quark bottom         | elementar  | Makoto Kobayashi, Toshihide Maskawa (1973)              | Leon M. Lederman ( ϒ , 1977)                                              | |
| glúons               | elementar  | Harald Fritzsch, Murray Gell-Mann (1972)                | DESY (1979)                                                               | |
| bósons W e Z W± , Z0 | elementar  | Glashow, Weinberg, Salam (1968)                         | CERN (1983)                                                               | Propriedades verificadas ao longo da década de 1990.                                                                                          |
| quark top            | elementar  | Makoto Kobayashi, Toshihide Maskawa (1973)              | Fermilab (1995)                                                           | Não hadroniza, mas é necessário para completar o Modelo Padrão                                                                                |
| bóson de Higgs       | elementar  | Peter Higgs (1964)                                      | CERN (2012)                                                               | Se acredita que foi confirmado em 2013. Em 2014, foram encontradas mais provas.                                                               |
| tetraquark           | composto   | ?                                                       | Zc(3900), 2013, ainda não confirmado como tetraquark                      | Uma nova classe de hádrons. |
| pentaquark           | composto   | ?                                                       | Mais uma classe de hádrons. A partir de 2019 pensa-se que existem vários. | Mais uma classe de hádrons. A partir de 2019 pensa-se que existem vários.                                                                     |
| gráviton             | elementar  | Albert Einstein (1916)                                  |                                                                           | A interpretação de uma onda gravitacional como partículas é controversa.                                                                      |
| monopolo magnético   | elementar  | Paul Dirac (1931)                                       | não descoberto                                                            | |